# Flatland
Flatland er en science fiction-novelle skrevet af Edwin Abbott Abbott i 1884. Handlingen foregår i en verden med kun to dimensioner, i hvilken beboerne er geometriske figurer såsom linjer og trekanter. Novellen beskriver hvordan beboerne opfatter deres egen verden og hvordan de til deres store overraskelse en dag får besøg af et kugleformet væsen fra den tre-dimensionelle verden, som deres egen verden blot er en del af.